# Fase de repechaje para la Copa Mundial de Rugby de 2021
El Torneo de repechaje final RWC 2021 fue un torneo de rugby femenino que se disputó entre el 19 y 25 de febrero de 2022 y entregó el último cupo a la Copa Mundial de Rugby de 2021.

## Equipos participantes
- Selección femenina de rugby de Colombia[2]
- Selección femenina de rugby de Escocia
- Selección femenina de rugby de Kazajistán

## Modo de disputa
El torneo se realizó en formato de eliminatorias comenzando por una semifinal. Colombia enfrentó a Escocia en la final por el cupo al mundial de rugby.

## Desarrollo

### Semifinal
| 19 de febrero de 2022 | Kazajistán | 10 - 18 | Colombia | The Sevens Stadium, Dubái |  |
|                       |            | Reporte |          |                           |  |

### Final
| 25 de febrero de 2022 | Escocia | 59 - 3  | Colombia | The Sevens Stadium, Dubái |  |
|                       |         | Reporte |          |                           |  |

| Bandera de Escocia         |
| Campeón Escocia            |
| Clasificadas a la RWC 2021 |